# Palestina (Alagoas)
Palestina is een gemeente in de Braziliaanse deelstaat Alagoas. De gemeente telt 5.071 inwoners (schatting 2009).